# Maillardreaktion

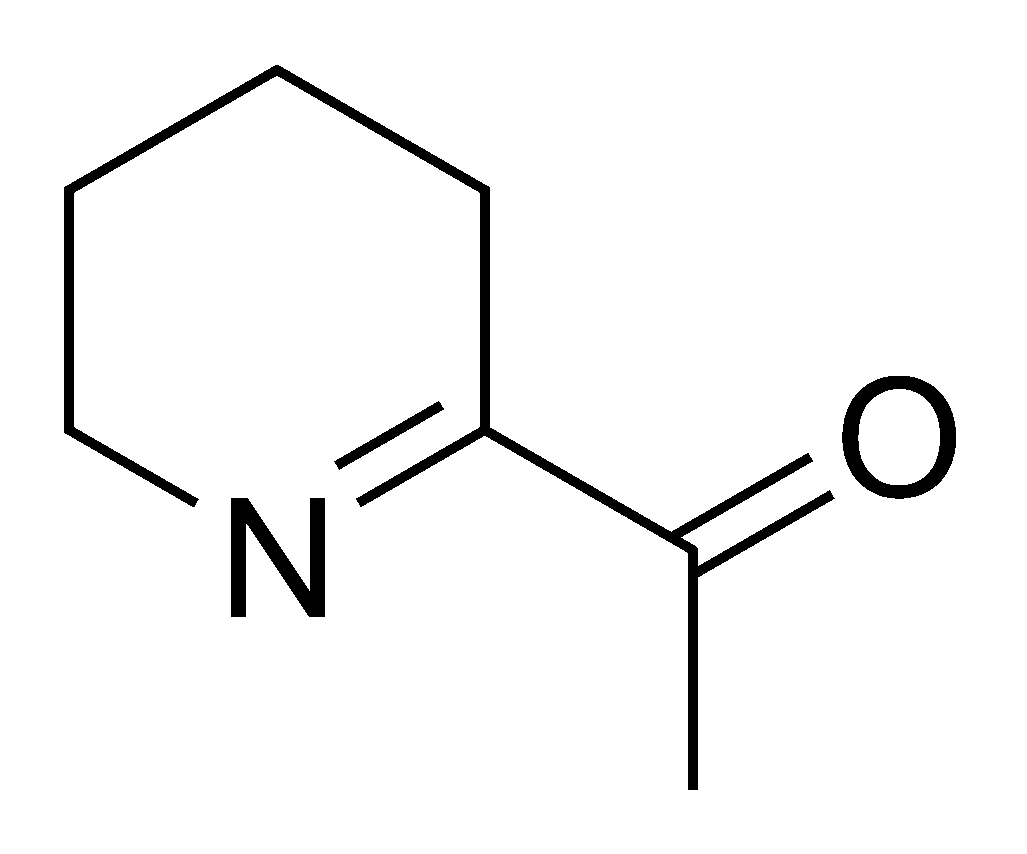
6-Acetyl-2,3,4,5-
tetrahydropyridin

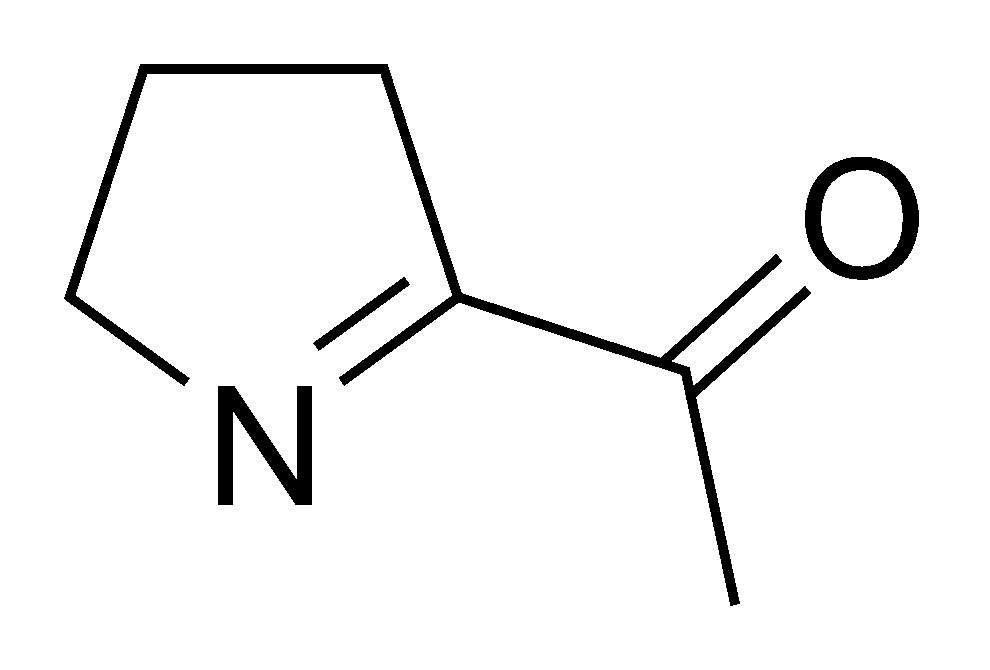
2-Acetyl-1-pyrrolin

En maillardreaktion är en kemisk reaktion som sker mellan kolhydrater och aminosyror, vilket ger en brun färg och en mångfald av smak- och doftnyanser. Maillardreaktionen, uppkallad efter Louis Camille Maillard, är en viktig orsak till färg, doft och smak hos öl, choklad, kaffe, rostat bröd och många andra sorters rostad eller bakad mat.

## Reaktionen
1. Karbonylgruppen i sockret reagerar med aminosyran, det bildas vatten och glykosylamin
2. Det instabila glykosylaminet sönderfaller till ketosaminer
3. Flera vägar finns för ketosaminerna att reagera vidare
  - Bilda bruna kvävehaltiga polymerer och melanoidiner
  - Diacetyl, acetylsalicylsyra, pyruvaldehyd och andra nedbrytningsprodukter med korta kedjor

## Exempel
- 6-acetyl-2,3,4,5-tetrahydropyridin, ger den karakteristiska doften av bröd och popcorn.
- 2-acetyl-1-pyrrolin, ger doften av vissa typer av kokt ris.